# Videotehnologija VAR
Videotehnologija VAR (eng. Video Assistant Referee ili skraćeno VAR, značenja „pomoćni sudac za pregled videosnimki”) sustav je koji se koristi u nogometu kako bi se glavnomu sudcu pomoglo pregledati nejasne situacije tijekom utakmice. Sustav je razvijen početkom 2010.-ih u Nizozemskoj. Bivši elitni sudac, Raymond van Meenen, tada suradnik Nizozemskoga nogometnog saveza, a od 2018. šef Feyenoordove akademije, bio je jedan od pionira i ključnih osoba za razvoj sustava.
Sustav je već rabljen u talijanskoj Serie A i njemačkoj Bundesligi.
Međunarodna nogometna organizacija FIFA obznanila je u ožujku 2018. da će se VAR koristiti na Svjetskom prvenstvu 2018. u Rusiji.
Prema FIFA-inim pravilima tehnologija se može koristiti u kombinaciji sa zgoditcima (je li lopta prešla crtu, je li bilo zaleđe), kaznenim udarcima (video sudac može sam obavijestiti glavnog suca o propustima) ili u slučaju crvenog kartona.
Čak i u drugim sportovima postoji mogućnost video odlučivanja, ponajprije kod zgoditaka, između ostalog u hokeju na ledu.